# Карецас, Константинос
Константи́нос Каре́цас (греч. Κωνσταντίνος Καρέτσας; 19 ноября, 2007, Генк, Бельгия) — греческий футболист, атакующий полузащитник бельгийского клуба «Генк» и сборной Греции.

## Клубная карьера
Карецас — воспитанник академий «Андерлехта» и «Генка». 13 августа 2023 года он провёл свой первый матч в профессиональном футболе за фарм-клуб «Йонг Генк», выйдя в стартовом составе на матч Челленджер Про Лиги против клуба «Беверен». Он также отметился голевой передачей. 4 мая 2024 года в матче Бельгийской Про-лиги против «Серкль Брюгге» Карецас дебютировал за основную команду «Генка», выйдя на замену на 88-й минуте. 20 мая 2024 года впервые вышел в стартовом составе за «Генк» в матче Про-лиги против «Антверпена» и отметился голевой передачей.

## Карьера в сборной
Выступал за сборные Бельгии до 15, до 16, до 17 лет и до 21 года.
В марте 2025 года был впервые вызван в сборную Греции для участия в Лиге наций. Дебютировал 20 марта, выйдя на замену в первом стыковом матче против Шотландии. Спустя 3 дня, 23 марта, Карецас вышел в стартовом составе на ответную встречу и забил свой первый гол за Грецию. В возрасте 17 лет и 124 дня он также стал самым молодым автором забитого мяча в истории своей сборной.